# 新界區專線小巴65K線
新界區專線小巴65K線是由順威實業有限公司營運的一條香港小巴線，行走黃泥頭及火炭站。

## 簡介及歷史
本路線在1984年8月13日投入服務，由鴻基專線小巴營運，原稱65，往來小瀝源至火炭，提供黃泥頭、廣源邨、小瀝源往返沙田市中心、新城市廣場及火炭工業區的服務。1985年2月15日，配合火炭火車站啟用而遷往，並改稱65K。
1988年，配合廣源邨落成遷往黃泥頭。
在本線仍繞經沙田市中心的期間，以本線行走的路線，往來火炭站比較迂迴，但往來沙田市中心則較直接，因此甚少乘客坐足全程，客源主要是往來沙田市中心至火炭工業區上班的市民，以及小瀝源一帶居民。直至2009年8月2日，本路線不再繞經沙田市中心及富豪花園，以提供直接往返黃泥頭及火炭工業區的服務。自從2010年11月6日九龍巴士82K線撤出火炭站後，本路線是曾是唯一仍以火炭站作總站的公共交通服務，直至九龍巴士88X線延長至火炭站後才打破此局面。
不過由於營辦商鴻基專線小巴的掌控者袁氏家族早年處理合伙人關係不當，加上家族內部對各成員於公司內的權限有所爭拗，因此鴻基專線小巴近年多番捲入訴訟。運輸署以該公司經營不善為由，決定收回該公司各條專綫小巴路線之經營權，並於2016年11月25日刊憲重新招標。
2017年4月1日起，本線由棉記汽車轄下順威實業有限公司接辦，並加入「兩元乘車優惠」。。

## 行車路線
| 黃泥頭開 | 黃泥頭開       | 黃泥頭開       | 火炭站開 | 火炭站開         | 火炭站開       |
| 序號     | 主要車站位置   | 街道           | 序號     | 主要車站位置     | 街道           |
| -------- | -------------- | -------------- | -------- | ---------------- | -------------- |
| 1        | 黃泥頭小巴總站 | 黃泥頭小巴總站 | 1        | 火炭站小巴總站   | 火炭站小巴總站 |
| 2        | 康林苑         | 小瀝源路       | 2        | 禾寮坑路         | 㘭背灣街       |
| 3        | 廣源邨廣柏樓   | 小瀝源路       | 3        | 小瀝源草地滾球場 | 小瀝源路       |
| 4        | 廣源邨廣榕樓   | 廣善街         | 4        | 小瀝源路遊樂場   | 小瀝源路       |
| 5        | 香港恒生大學   | 廣善街         | 5        | 小瀝源消防局     | 插桅杆街       |
| 6        | 牛皮沙新村     | 牛皮沙街       | 6        | 愉翠苑           | 牛皮沙街       |
| 7        | 愉翠苑愉勤閣   | 牛皮沙街       | 7        | 牛皮沙村         | 牛皮沙街       |
| 8        | 沙田工業中心   | 插桅杆街       | 8        | 香港恒生大學     | 廣善街         |
| 9        | 沙田第一城28座 | 小瀝源路       | 9        | 廣源邨廣柏樓     | 廣善街         |
| 10       | 沙田第一城25座 | 小瀝源路       | 10       | 帝堡城           | 小瀝源路       |
| 11       | 沙田第一城13座 | 大涌橋路       | 11       | 康林苑           | 小瀝源路       |
| 12       | 金豪工業大廈   | 火炭路         | 12       | 黃泥頭小巴總站   | 黃泥頭小巴總站 |
| 13       | 屈臣氏中心     | 麵房街         |          |                  |                |
| 14       | 沙田冷倉1倉    | 禾香街         |          |                  |                |
| 15       | 火炭站小巴總站 | 火炭站小巴總站 |          |                  |                |

## 服務時間、班次及收費
此路線的服務時間分別為每日上午6時5分至下午7時45分（黃泥頭開）和每日上午6時20分至下午8時正（火炭站開），星期一至六和星期日及公眾假期之班次頻率分別為約10至20分鐘一班及約20分鐘一班。此路線之全程收費為$6.9，並設有小瀝源路草地滾球場往黃泥頭的$3.1的分段收費。

## 客量
由於很多黃泥頭一帶的居民需要往返火炭上班，因此本路線客量很高，繁忙時間容易出現供不應求的情況。

## 外部連結
- 運輸署官方網站：新界專綫小巴65K線